# مرضیه فریقی
مرضیه فریقی (۱۳۳۷ در مریوان – ۲۷ شهریور ۱۳۸۴ در استکهلم سوئد)، خوانندهٔ کرد اهل ایران بود.

## زندگی
مرضیه فریقی در شهر مریوان در استان کردستان به دنیا آمد. وی در دههٔ ۱۳۵۰ خورشیدی به‌همراه خواهرش به حزب کومله پیوست و دورانی از زندگی خود را در میان نیروهای پیشمرگ (پیشمرگه) این حزب سپری کرد. فریقی خود را پیشمرگه می‌دانست و به خواندن آوازها و سرودهای انقلابی برای این حزب می‌پرداخت. یکی از خواهران مرضیه، به نام سوسن فریقی نیز در صفوف پیشمرگان کومله جان باخته‌است. خواهر دیگر آن دو، لیلا فریقی نیز از خوانندگان نامدار کرد است. مرضیه در زمان حیات خود با ناصر رزازی، خوانندهٔ کُرد، ازدواج و تا پایان عمرش با او زندگی کرد.

## مرگ
مرضیه فریقی یکشنبه ۲۷ شهریور ۱۳۸۴، پس از عمل جراحی ناموفق چربی سوزی شکم در بیمارستانی در استکهلم سوئد درگذشت. مرضیه فریقی وصیتی برای دفن در شهر مریوان داشته که کلیپ آن نیز موجود است و این را بارها همسرش ناصر رزازی نیز اعلام کرده است. ولی بدلیل مخالفت حکومت ایران این خواسته میسر نشد. به ناچار در مراسمی بسیار با شکوه در سلیمانیه دفن گردیده و اکنون در شهر سلیمانیهٔ عراق مدفون است.